# Drottninggatan, Göteborg
Drottninggatan är en gata i stadsdelen Inom Vallgraven i centrala Göteborg. Gatan är drygt 800 meter lång, sträcker sig mellan Ekelundsgatan 4 och Stora Nygatan 5. Den är numrerad från 1 till 77, och går parallellt med den större Kungsgatan.
Drottninggatan i Göteborg är en av de äldsta gatorna med detta namn i Sverige. Innan 1666 var gatan belägen ungefär där Vallgatan ligger idag. Namnet Drottninggatan används som beteckning för den nuvarande gatan från tidigast 1629, men det vanligaste namnet för denna gata var då alltjämt Sankt Jacobs gata, efter Hollands skyddshelgon Sankt Jakob eller Holländaregatan. Även sedan gatan fick heta Drottninggatan officiellt 1666 levde exempelvis Holländaregatan kvar till åtminstone både 1814 och 1860.